# Miyun Yuanwu
Miyun Yuanwu (chiń. 密雲圓悟, pinyin Mìyún Yuánwù; kor. 밀운원오 Mirun Wŏno; jap. Mitsuun Engo; wiet. Mật Vân Viên Ngộ; ur. 1566, zm. 7 lipca 1642) – chiński mistrz chan szkoły linji, jeden z najwybitniejszych mistrzów XVII-wiecznego zrewitalizowanego chanu.

## Życiorys
Mistrz urodził się w rodzinie Jiang w powiecie Yixing w prefekturze Changzhou. Uczęszczał do wiejskiej szkoły w wieku lat 6, jednak bardzo nielubił klasyki konfucjańskiej. W wieku 8 lat rozpoczął samodzielnie praktykę nianfo – recytowania imienia Buddy. W 15 r. życia został zmuszony do uprawiania ziemi i rybołówstwa. W wieku lat 16 został ożeniony. Gdy miał 21 lat podczas czytania Sutry ołtarzowej doznał olśnienia i został przyciągnięty przez nauki chan.
W 1594 r. odszedł od swojej rodziny i wstąpił do buddyjskiego zakonu.
Jego nauczycielem został mistrz Huanyou Zhengchuan i Miyun stopniowo zyskiwał jego zaufanie. Został mianowany zarządcą klasztoru Yuwang w Changzhou, w czasie gdy jego nauczyciel udał się do Pekinu w 1603 r. Wtedy podczas przejścia przez górę Tongguan osiągnął oświecenie. Po tym zdarzeniu został wezwany do Pekinu do pomocy swojemu mistrzowi.
Miyun przebywał przy swoim mistrzu w Bejingu przez 2 lata. Po tym okresie, czyli w 1607 r., powrócił na południe i rozpoczął wędrówkę po klasztorach buddyjskich. Podczas podróży na górę Tiantai w Zhejiangu, odwiedził w Shaoxing Zhou Rudenga i Tao Wanglinga. Był to przełom w jego karierze. Zhou Rudeng i Tao Wangling byli przywódcami ruchu Wanga Yangminga we wschodnim Zhejiangu. Organizowali oni spotkania poświęcone wykładom i czytaniom, na które zapraszano także mnichów buddyjskich. Ikonoklastyczny styl Miyuna wywarł na nich wielkie wrażenie.
W następnym roku mistrz zamieszkał w prywatnej świątyni Wanglinga – Husheng an. Jego sława jako autentycznego mistrza chan rozprzestrzeniała się, chociaż formalnie nie był jeszcze spadkobiercą Zhenchuanga.
Gdy mistrz Miyuna powrócił z Bejingu, przekazał mu szatę Dharmy i zaakceptował go jako swojego spadkobiercę.
Kariera Miyuna po 1607 r. była niezwykle owocna. Po 3-letnim okresie całkowitego odosobnienia się po śmierci Zhenchuanga, przyjął w 1617 r. funkcję opata w klasztorze Yuwang na górze Longchi. W 1623 roku był opatem klasztoru Tiantai Tongxuan si. W 1624 r. przeniósł się na górę Jinsu, gdzie także był opatem. W 1630 r. został opatem słynnego klasztoru Wanfu na górze Huangbo. W 1631 przebywał w klasztorze Ayuwang, jednak jeszcze w tym samym roku przeniósł się do klasztoru Tiantong i był jego opatem przez 11 lat. Klasztor ten był prawie całkowicie zniszczony po wielkiej powodzi z 1587 r. W 1633 r. mistrz rozpoczął publikację wydawnictwa klasztornego, które zaczęło propagować ten klasztor i przywracać ludziom wiarę w niego. Już w latach 1635–1641 klasztor został całkowicie odbudowany. Przebywało w nim 1500 znakomicie zorganizowanych mnichów.
Około 1640 roku wpływy Miyuna były olbrzymie. W 1641 r. ponownie został opatem klasztoru Ayuwang. Jego linia przekazu dzierżyła dwa najbardziej prestiżowe w Chinach klasztory (z pięciu): Jinsu (Feiyin Tongrong) i Tiantong (Miyun). Oba te klasztory były zupełnie niezależne. Jednak gdy znalazły się w posiadaniu Miyuna i Feiyina, miejscowi patroni (dla których lokalne klasztory były terenem ich wpływów) poczuli się zagrożeni, gdyż przypuszczali, iż klasztor Jinsu stanie się filią klasztoru Tiantong. W wyniku tej kontrowersji Miyun musiał udać się do Jinsu si i wyjaśnić sprawę tak, aby uspokoić miejscowych notabli.
W 1641 r. otrzymał honorową purpurową szatę od cesarza i został opatem słynnego klasztoru Bao’en w Nankinie. Jednak później zrezygnował z tego stanowiska.
Zmarł w 1642 r. w klasztorze Tongxuan. Miał 12 spadkobierców Dharmy i 300 osobiście przez niego wyświęconych mnichów.

## Nauki i działalność
Miyun uważał się za bezpośredniego spadkobiercę linii przekazu szkoły linji, jak najbardziej ortodoksyjnej. Odnowił styl tej szkoły, chociaż jego intensywne używanie okrzyków i uderzeń nie było zbyt autentyczne, gdyż nie traktował ich symbolicznie, jak często robili to dawni mistrzowie, tylko jako obowiązkowy styl. W 1608 r. wysoko postawiony patron odwiedził go i zastał mistrza czytającego klasykę konfucjańską i powiedział „To nie jest twój interes”. Mistrz natychmiast uderzył go w twarz. Wangling musiał tłumaczyć oburzonemu notablowi, że to jest styl mistrza i nie ma w tym niczego personalnego. Oprócz medytacji, krzyków i uderzeń, za zupełnie prawidłową uważał praktykę powtarzania Emitufo (budda Amitabha), czyli „nianfo”.
Miyun był bardzo zainteresowany rozszerzaniem swojej linii przekazu. Miał ostatecznie 12 spadkobierców Dharmy. Co charakterystyczne, opatami klasztoru Tiantong zostawali tylko i wyłącznie mistrzowie z jego linii przekazu. Jego linia przekazu Dharmy została przeniesiona do Japonii przez mistrza Yinyuana Longqiego, którego nauczycielem był uczeń Miyuna – Feiyin Tongrong (費隱通容). Z tego powodu jest on czczony w klasztorze szkoły ōbaku Mampuku w Uji.
Gdy pod koniec okresu dynastii Mingów do Chin przybyli jezuci prowadzeni przez Mattea Ricciego przyjęli oni taktykę sprzymierzania się z konfucjanistami i niszczenia buddyzmu. Miyun zaangażował się w ruch antychrześcijański w 1635 r. Napisał wtedy 3 polemiczne eseje.
W ciągu całego swojego życia aktywnie angażował się w różne polemiki dotyczące tak linii przekazu, jak i nauk chan.

## Prace literackie
- Miyun Yuanwu chanshi Tiantong zhishuo (lub Tiantong zhishuo) – polemiczne eseje (Bezpośrednie uwagi mistrza chan Miyuna Yuanwu z góry Tiantong)
- Biantian sashuo – polemiczne eseje antychrześcijańskie
- Jupingshuo – (Esej komentujący [dzieło Sengzhao])

## Linia przekazu Dharmy zen
Pierwsza liczba oznacza pokolenie od Bodhidharmy.
Druga liczba oznacza pokolenie od Linjiego Yixuana
Trzecia liczba oznacza początek nowej generacji w innym kraju
- 36/26. Tianqi Benrui (zm. 1503)
  - 37/27. Wuwen Zhengcong
    - 38/28. Xiaoyan Debao (1512–1581)
      - 39/29. Yunqi Zhuhong (1535–1615)
      - 39/29. Huanyou Zhengchuan (1549–1614)
        - 40/30. Xuejiao Yuanxin postanowił zrekreować szkołę yunmen
        - 40/30. Tianyin Yuanxiu (1575–1635)
          - 41/31. Ruo’an Tongwen (1604–1655)
          - 41/31. Shanci Tongji (1608–1645)
          - 41/31. Yulin Tongxiu (1614–1675)
            - 42/32. Maoxi Xingsen (1614–1677)
              - 43/33. Ruchan Chaoseng (bd)

            - 42/32. Baisong Xingfeng (1612–1674)
            - 42/32.
              - 43/33. Meng’an Chaoge (1639–1708)
                - 44/34. Jialing Xingyin (1671–1726)

        - 40/30. Miyun Yuanwu (1566–1642) 12 spadkobierców
          - 41/31. Hanyue Fazang (1573–1635)
            - 42/32. Tanji Hongren (1599–1638)
            - 42/32. Jiqi Hongchu (1605–1672)
              - 43/33. Baochi Jizong (ur. 1606) mistrzyni chan
              - 43/33. Zukui Jifu mistrzyni chan
              - 43/33. Renfeng Jiyin (bd) mistrzyni chan
              - 43/33. Jiyin Xiangyu (bd)

            - 42/32. Liu Daozhen (bd)
            - 42/32. Dingmu Hongche (bd)
            - 42/32. Jude Hongli (1600–1667)
              - 43/33. Huishan Jiexian (Yuanyun) (1610–1672)
              - 43/33. Bo’an Zhengzhi (Xiong Kaiyuan) (1599–1676)

          - 41/31. Muchen Daomin (1596–1674)
            - 42/32. Lü’an Benyue (zm. 1676) malarz
            - 42/32. Yuan’an Benli (1622–1682)
              - 43/32. Gulu Fan (bd)
                - 44/34. Ziyong Chengru (ur. ok. 1645) mistrzyni chan

            - 42/32. Kuangyuan Benkao
              - 43/33. Shouzun Yuanzhao (1647–1729)

          - 41/31. Feiyin Tongrong (1593–1661) 64 spadkobierców
            - 42/32. Hanpu Xingcong (1610–1666)
            - 42/32. Baichi Xingyuan (1611–1662)
            - 42/32. Shujian Huihai (bd)
            - 42/32. Gengxin Xingmi (bd)
              - 43/33. Daozhe Chaoyuan (1602–1662) Japonia, Nagasaki.
                - 44/34/1. Bankei Yōtaku (1622–1793) był jego uczniem przez rok, otrzymał nawet inka, ale nie został jego spadkobiercą

            - 42/32. Yinyuan Longqi (1592–1673) szkoła ōbaku
              - 43/33. Yelan Xinggue (1613–1651)
              - 43/33. Yiran Xingrong (1601–1668)
              - 43/33. Huimen Rupei (1615–1664)
                - 44/34/1. Wietnam tradycja Nguyên Thiều w ramach szkoły lâm tế (czyli linji)

          - 41/31. Shiche Tongsheng (1593–1638) 3 spadkobierców
            - 42/32. Xigan Xingyuan (1609–1679)
            - 42/32. Qiyuan Xinggang (1597–1654) mistrzyni chan, 7 spadkobierczyń
              - 43/33. Yikui Chaochen (1625–1679) mistrzyni chan

          - 41/31. Chaozong Tongren (1604–1648)
          - 41/31. Muyun Tongmen (1591–1671)
          - 41/31. Poshan Haiming (1577–1666)
            - 42/32. Zhangxue Tongzui (1610–1693)
            - 42/32. Xiangya Xingting (1598–1651)

          - 41/31. Wanru Tongwei (1594–1657)
            - 42/32. Jizong Xingche (ur. 1606) mistrzyni chan
              - 42/33. Renhua Fa (bd) mistrzyni chan

          - 41/31. Shiqi Tongyun (1594–1663)
            - 42/32. Weiji Xingzhi (zm. 1672) mistrzyni chan
              - 43/33. Jingnuo Chaoyue (bd) mistrzyni chan